# أوستن وينتوري
أوستن وينتوري (بالإنجليزية: Austin Wintory)‏ هو ملحن أمريكي بدأ مسيرته الفنية عام 2002. قام بتحلين عدة أفلام وألعاب فيديو مثل جورناي وذا اوردر: 1886. فاز بجائزة أفضل موسيقى أصلية في حفل جوائز سبايك لألعاب الفيديو وتم ترشيحه لجائزة أفضل أغنية في لعبة.

## وصلات خارجية
- Austin Wintory : Composer
- أوستن وينتوري على موقع IMDb (الإنجليزية)
- أوستن وينتوري على موقع ألو سيني (الفرنسية)
- أوستن وينتوري على موقع ميوزك برينز (الإنجليزية)
- أوستن وينتوري على موقع أول موفي (الإنجليزية)
- أوستن وينتوري على موقع أول ميوزيك (الإنجليزية)
- أوستن وينتوري على موقع ديسكوغز (الإنجليزية)
- أوستن وينتوري على موقع قاعدة بيانات الفيلم (الإنجليزية)
- أوستن وينتوري على موقع كينوبويسك (الروسية)